# Anton Oehmbs
Anton Oehmbs (auch Anton Oehms) (* 12. September 1735 in der Brandenmühle bei Spangdahlem; † 8. Februar 1809 in Trier) war ein deutscher katholischer Theologe und Hochschullehrer.

## Leben
Anton Oehmbs wurde als Sohn des Nikolaus Oehmbs aus Manderscheid und dessen Ehefrau Anna Katharina Becker in der Brandenmühle, eine Mühle des Klosters Himmerod, geboren. Mütterlicherseits war er mit dem Weihbischof in Trier und Hexenjäger Peter Binsfeld verwandt.
Anton Oehmbs verteidigte in einer öffentlichen Disputation am 13. September 1752 unter dem Vorsitz des Jesuiten Emmerich Handrich Sätze aus der Logik und Metaphysik. Am 28. September 1752 wurde er zum Baccalaureus der freien Künste und der Philosophie ernannt.
Am 22. Dezember 1752 erhielt er die Tonsur und die Niederen Weihen.
Er wurde am 17. September 1756 Subdiakon und am 24. September 1757 Diakon im Stift St. Paulin bei Trier. Seine Priesterweihe erhielt er am 23. September 1758.
Am 19. Juni 1759 promovierte er beim Dekan Ludwig Riesen zum Dr. theol.
Er wurde am 26. Februar 1764 durch den Kurfürst-Erzbischof Johann IX. Philipp von Walderdorff zum Professor der Theologie an die Universität Trier berufen und hielt theologische Vorlesungen zur Heiligen Schrift, der Exegese und lehrte orientalische Sprachen. Mit seinen Vorlesungen zur Exegese der biblischen Urtexte betrat er Neuland, weil dieses bis dahin in der Ausbildung vernachlässigt worden war. Aufgrund seiner angesehenen Stellung wurde er mehrfach zwischen 1768 und 1771 zum Dekan ernannt.
1767 wurde er Assessor und Fiskal am Generalvikariat Trier. Aufgrund seines Gutachtens zu den Krankenheilungen des Franziskanerpaters Adam Knörzer wurde er 1783 aus seinem Amt entlassen.
1774 zwang ihn Kurfürst-Erzbischof Clemens Wenzeslaus von Sachsen, seine Vorlesungen wegen seiner Vorstellungen zur Trinitätslehre einzustellen; er blieb jedoch bis zur Auflösung der theologischen Fakultät Trier 1798 durch die Franzosen als Beisitzer Fakultätsmitglied.
Nachdem er das Lehramt abgab, wurde er 1775 bis 1796 Kellner (Verwalter) des Paulinusstiftes; in dieser Zeit beschäftigte er sich auch mit der Historie des Stifts und seine Aufzeichnungen waren von historischem Wert als Dokumentation der in der zweiten Hälfte des 18. Jahrhunderts noch bekannten Nachrichten.
Als Trier von den Franzosen besetzt wurde, emigrierte er nicht, sondern blieb in Trier und hielt nach der Aufhebung des öffentlichen Studiums der Theologie seit 1798 in seiner Wohnung in der Brotstraße Privatvorlesungen.
Anton Oehmbs war auch handwerklich und zeichnerisch begabt und galt als meisterlicher Schreiner und Drechsler, der kunstvolle Stücke aus Elfenbein und Metall schaffen konnte.
Nach der Einrichtung des Priesterseminars Trier unterrichtete er an diesem 1805 bis 1807 als Professor für Altes Testament, Exegese und orientalische  Sprachen.
Als er in Trier starb, hinterließ er testamentarisch seine Bibliothek und seine weiteren Papiere dem Priesterseminar.

### Auseinandersetzung wegen der Trinitätslehre
Die theologischen Anschauungen von Anton Oehmbs zur Trinitätslehre führten 1771 zu einem Konflikt mit dem kirchlichen Lehramt sowie dem Kurfürst-Erzbischof Clemens Wenzeslaus. Im Gegensatz zur herrschenden katholischen Auffassung sah Anton Oehmbs in der Dreifaltigkeit kein unbegreifliches Mysterium, sondern hielt sie für rational begründbar und begreifbar. Das war nach seiner Ansicht aber nur möglich, wenn man die Idee einer numerischen Einheit von Gottvater, Sohn und Heiligem Geist aufgab (Sabellianismus). Er trug 1771 seine Thesen in Trier vor, erhielt aber keine Druckerlaubnis für sie. Auch für eine überarbeitete Fassung von 1772 wurde sie ihm versagt. Auch ein von der theologischen Fakultät in Köln erbetenes Urteil von 1773 war negativ. Daraufhin wandte er sich nach Rom und erhielt von dort, über den Nuntius, die Antwort, die Kongregation für die Glaubenslehre pflege zu dergleichen nichtöffentlichen Fällen keine Stellung zu nehmen. Die Erteilung der Druckerlaubnis sei Sache des zuständigen Ordinariates.
Auch nachdem er 1774 als aktiver Lehrer ausscheiden musste, vervollständigte er seine Untersuchungen zum Trinitätsproblem und legte 1782 eine handschriftliche Doctrina catholica de ss. Trinitate inter duas haereses Arianam et Sabellianam pia media dem Dekan der theologischen Fakultät in Trier, Pater Johannes D’Avis (1739–1789) vor, der ein positives Urteil abgab.
1785 erhielt er ein weiteres zustimmendes Gutachten der theologischen Fakultät in Paris und 1787 des Dekans der Mainzer Fakultät Franz Christoph von Scheidel (1748–1830). Nunmehr veröffentlichte er 1789 in Mainz die Opuscula de Deo uno et trino. Von diesem Werk wurden in einem vom Nuntius angeforderten Gutachten der theologischen Fakultät in Köln von 1790 siebzehn Sätze mit Qualifikationen von „erronea“ (Trugschluss) bis „haeretica“ (ketzerisch) verworfen. Daraufhin erbat Anton Oehmbs von der Kurie, vor einer eventuellen Verurteilung seiner Schrift, die Möglichkeit einer Entgegnung auf das Kölner Gutachten. Diese wurde unter der Bedingung gewährt, seine Verteidigungsschrift als Manuskript vorzulegen und vorher dazu nichts im Druck zu veröffentlichen. Nach einigem Zögern nahm er diese Bedingung an und vollendete Ende 1792 eine 664 Folioseiten starke Entgegnung auf das Kölner Gutachten.
Die Wirren der Französischen Revolution verhinderten vorerst deren Einsendung nach Rom. Erst im Juli 1802 sandte er seine Werke mitsamt der handschriftlichen Apologie an Papst Pius VII. und bat um ein Urteil sowie um eine eventuelle Berichtigung oder Druckerlaubnis. Zwei Jahre später teilte ihm der Papst in einem Breve vom 14. Juli 1804 mit, seine Meinungen stünden teilweise im Widerspruch zur Lehre der Kirche, doch wolle man von einer öffentlichen Verurteilung absehen, wenn er die vorgelegte Glaubensformel unterzeichne. Allerdings war die genannte Glaubensformel dem Schreiben nicht beigelegt und er gelangte erst 1807 in deren Besitz. Er sandte zwar noch verschiedene Schreiben nach Rom, unterschrieb die verlangte Formel jedoch nicht, sondern bat um eine erneute Prüfung. Bis zum Zeitpunkt seines Todes ist in dieser Sache nichts entschieden worden.

### Bericht über die Krankenheilungen des Franziskanerpaters Adam Knörzer
Um die Jahreswende 1782/83 war der Franziskanerpater Adam Knörzer nach Beurig an der Saar gekommen und hatte dort begonnen, durch Exorzismen Kranke zu heilen. Er ging davon aus, dass es natürliche und übernatürliche Krankheiten gebe und die übernatürlichen durch Austreibung der bösen Geister geheilt werden könnten. Dies führte zu einem großen Zulauf Gläubiger aus den umliegenden trierischen, luxemburgischen und lothringischen Landen. Das Generalvikariat in Trier beauftragte daraufhin, ohne Anweisung des Erzbischofs, den Assessor und Fiskal Anton Oehmbs, die Sache zu untersuchen. Er begab sich im Juli 1783 nach Beurig und vernahm dort (und in Trier) einige Personen, die Heilung gefunden haben wollten. Seinen Bericht schloss er am 4. August ab und legte ihn dem Generalvikariat vor. Am gleichen Tag hatte aber auch der Erzbischof eine Untersuchung angeordnet und einen Bericht des Generalvikariats angefordert. Daraufhin wurde die Vorlage von Anton Oehmbs nach Koblenz gesandt. In seinem Bericht hatte er die theologischen Ansichten von Adam Knörzer wiedergegeben und nicht als falsch bezeichnet. Auch die Aussagen der Geheilten waren kommentarlos protokolliert. Als besonders geschmacklos wurde in der Umgebung des Erzbischofs die Bemerkung empfunden, „er wünsche, dass sich diese seltsamen Begebenheiten zu einer anderen Zeit ereignet hätten“. Nach einem Verhör von Pater Knörzer in Koblenz wurde Anton Oehmbs als Assessor und Fiskal entlassen, weil er Aberglauben und Ärgernis keinen Einhalt geboten habe. Nach einem Widerspruch wurde die Entlassung am 7. November 1783 bestätigt und erneuert.

## Ehrungen
Am 10. Mai 1803 erfolgte seine Ernennung zum Ehrendomherrn und am 1. Juli 1807 zum Domkapitular.

## Schriften (Auswahl)
- Anton Oehmbs; Georg Carove; Sebastian Camp; Martin Bender: Promotio habita ab Antonio Oehmbs anno 1764 die 13. decembris, promovente tres patres e societate Jesu. Trier 1764.
- Anton Oehmbs; Franz Joseph Theodor Helling: Theses S. Scripturæ. Augustae Treviror. Eschermann 1765.
- Geistlicher Entwurf, katholisch zu erwecken den Glauben, die Hoffnung, Liebe, Reue und Leid mit Vorsatz. Trier, Eschermann 1767.
- Martyr-Predigt oder Geschichte derer unzähligen Trierischen Blut-Zeugen Jesu Christi: gehalten am Tage Ihrer feyerlichen Gedächtnis, so jährlich begangen wird, in der S. Paulins-Stifts-Kirchen den 6ten October. Trier: Eschermann, 1768.
- Collectio Thesium Sacrae Scripturae Juris Divini Quas Juvante Eodem Juris Altefati Sapientissimo Conditore Uno & Trino Deo Instruente Ipsius Perfectissimo Consummatore Jesu Christo Favente Ejusdem Adversus Haereses Potentissima Protectrice Matre & Virgine Maria Assistente Electa Omnium Sanctorum Corona; In usum studentium ex parte reimpresssae. Trier 1770.
- Anton Oehmbs; Quintin Werner; Willibrord Meyers: Theses S. Scripturæ, & Theologiæ Dogmatico-Scholasticæ Quas Jesu Christo Jugi Hostiæ in Ecclesia, Et Sacerdoti In Æternum Secundum Ordinem Melchisedech devotissimè consecratas. Trier 1771.
- Anton Oehmbs; Johann Peter Welther: Concordiæ Evangelistarum, Disputatio I. Quam Juvante Uno Et Trino Deo, Sub Magisterio Jesu Christi, Assistente Electa Sanctorum omnium corona, Reverendissimo, D. Francisco Ludovico L. B. De Kesselstatt, Domino In Bekond, Türnich, Riwenich &c. Ecclesiarum Metropolitanarum, Moguntinæ & Trevirensis, & ejus per Electoratum Trevirensem h. t. Pro-Principi & c. & c. Domino Mecænati Perquam Gratioso, Devotissime Consecratam. Trier 1774.
- Anton Oehmbs; Philippus Franciscus Wildericus Nepomucenus de Walderdorff; Aegid Verhelst; Johann Haeffner Erben: Opuscula De Deo Uno Et Trino Ad Genuinam Evangelii doctrinam Et Ecclesiae Traditionem De SS. Trinitate Restituendum Contra Numericae Identitatis Sententiam Et Defendendum Adversus Haereses Ac Quosvis Sanctae Religionis Catholicae Contemptores Et Derisores. Moguntiae Alef 1789.
- Judicium Theologorum Coloniensium De Libro Cui Titulus: Opuscula De Deo Uno Et Trino Ad Genuinam Evangelii Doctrinam Et Ecclesiæ Traditionem De SS. Trinitate Restituendum Contra Numericae Identitatis Sententiam. Coloniæ Agrippinæ Schauberg 1790.
- Gerechtsame des St. Paulin-Stifts bey Trier in das Dorf Greimerath unweit Zerf, in dessen Gärten, Flöre, umliegende Wälder und Districten von desselbigen Stifts Kellnern Anton Oehmbs.Trier, Eschermann 1793.

Nicht veröffentlichte Manuskripte:
- Ordo chronologicus summorum pontificum et imperatorum romanorum (Synoptische Tabellen von Caesar bzw. Christus (geb. im Jahre 5 vor der Zeitrechnung) bis 1196/97) (34 Seiten).
- Disquisitio de die passionis Jesu Christi (unvollendet, 181 Seiten).
- Passio sanctorum martyrum Trevirensium. 1784.
- Multitudo et con()ersatio christianorum inter ethnicos ac sui occultatio persecutionis tempore disquisitae (bezieht sich auf die geheime Ausübung des christlichen Glaubens z. Z. des Riktiovarus)  (8 Seiten).
- Collecta ex Breydenbach De Terra Saneta (Manuskripte für eine Edition mit Anmerkungen) (13 Seiten)
- Dissertatio de merito creaturae et (erst: obligatione actiones ad deum referendi; dann:) ad meritum requisitus (14 Seiten).
- Nachricht vom Ablaße (94 Seiten)
- Negotia universitatis et facultatis theologicae concernentia (enthält u. a. einen Entwurf neuer Statuten der Fakultät (1771) und der Universität).